# Kolumbijska Partia Komunistyczna
Kolumbijska Partia Komunistyczna (hiszp. Partido Comunista Colombiano, PCC) – partia polityczna w Kolumbii. 

## Historia
Partia powstała w 1930 roku. Zajmowała pozycje promoskiewskie. W 1939 roku odnotowała spadek liczby członków. Spowodowane było to negatywnym odbiorem paktu Ribbentrop-Mołotow i zbliżenia ZSRR do III Rzeszy. W 1944 roku zmieniła nazwę na Partia Socjaldemokratyczna. Do pierwotnej nazwy powróciła w 1947 roku. W 1964 roku sformowała zbrojne skrzydło. W 1966 roku komunistyczne oddziały zreorganizowały się, tworząc Rewolucyjne Siły Zbrojne Kolumbii (FARC). W kolejnych latach FARC zerwała więzi z Kolumbijską Partią Komunistyczną. Rebelianci utworzyli odrębną Kolumbijską Podziemną Partię Komunistyczną (PCCC). W 1985 roku członkowie partii uczestniczyli w powołaniu Unii Patriotycznej. W 2005 roku zasiliła szeregi koalicji Alternatywny Biegun Demokratyczny. W 2012 roku została z koalicji usunięta. W 2017 roku podjęła się współpracy z ugrupowaniem Rewolucyjna Alternatywna Siła Ludowa, które wywodzi się z FARC.
Przewodniczącym partii jest Jaime Caycedo Turriago.